# Paul Mariner
Paul Mariner (Farnworth, 22 mei 1953 – Colchester, 9 juli 2021) was een betaald voetballer uit Engeland, die speelde als aanvaller gedurende zijn carrière. Hij speelde clubvoetbal voor onder meer Plymouth Argyle FC, Ipswich Town FC, Arsenal en Portsmouth FC. Met Ipswich Town won hij in 1981 de UEFA Cup door AZ'67 in de finale te verslaan. Na zijn actieve loopbaan stapte Mariner het trainersvak in.
Mariner overleed thuis op 9 juli 2021 op 68-jarige leeftijd aan de gevolgen van een hersentumor.

## Interlandcarrière
Mariner speelde 35 keer voor de nationale ploeg van Engeland, en scoorde dertien keer in de periode 1977-1985. Hij maakte zijn debuut op 30 maart 1977 in de WK-kwalificatiewedstrijd tegen Luxemburg (5-0) in Londen, net als John Gidman (Aston Villa). Mariner nam met Engeland deel aan het EK voetbal 1980 en het WK voetbal 1982. Bij dat laatste toernooi scoorde hij in de groepswedstrijd tegen Frankrijk (3-1).
| Interlanddoelpunten | Interlanddoelpunten | Interlanddoelpunten | Interlanddoelpunten    | Interlanddoelpunten | Interlanddoelpunten | Interlanddoelpunten | Interlanddoelpunten |
| #                   | Datum               | Locatie             | Wedstrijd              | Goal(s)             | Score               | Uitslag             | Wedstrijd           |
| ------------------- | ------------------- | ------------------- | ---------------------- | ------------------- | ------------------- | ------------------- | ------------------- |
| 1                   | 12/10/1977          | Luxemburg           | Luxemburg – Engeland   | 90'                 | 0 – 2               | 0 – 2               | WK-kwalificatie     |
| 2                   | 17/05/1980          | Wrexham             | Wales – Engeland       | 16'                 | 0 – 1               | 4 – 1               | BHC                 |
| 3                   | 31/05/1980          | Sydney              | Australië – Engeland   | 25'                 | 0 – 2               | 1 – 2               | Oefenduel           |
| 4                   | 10/09/1980          | Londen              | Engeland – Noorwegen   | 85'                 | 4 – 0               | 4 – 0               | WK-kwalificatie     |
| 5                   | 19/11/1980          | Londen              | Engeland – Zwitserland | 32'                 | 2 – 0               | 2 – 1               | WK-kwalificatie     |
| 6                   | 18/11/1981          | Londen              | Engeland – Hongarije   | 14'                 | 1 – 0               | 1 – 0               | WK-kwalificatie     |
| 7                   | 25/05/1982          | Londen              | Engeland – Nederland   | 53'                 | 2 – 0               | 2 – 0               | Oefenduel           |
| 8                   | 29/05/1982          | Glasgow             | Schotland – Engeland   | 13'                 | 0 – 1               | 0 – 1               | BHC                 |
| 9                   | 03/06/1982          | Helsinki            | Finland – Engeland     | 14'                 | 0 – 1               | 1 – 4               | Oefenduel           |
| 10                  | 03/06/1982          | Helsinki            | Finland – Engeland     | 61'                 | 0 – 4               | 1 – 4               | Oefenduel           |
| 11                  | 16/06/1982          | Bilbao              | Engeland – Frankrijk   | 83'                 | 3 – 1               | 3 – 1               | WK-eindronde        |
| 12                  | 12/10/1983          | Boedapest           | Hongarije – Engeland   | 42'                 | 0 – 3               | 0 – 3               | EK-kwalificatie     |
| 13                  | 12/10/1983          | Luxemburg           | Luxemburg – Engeland   | 40'                 | 0 – 2               | 0 – 4               | EK-kwalificatie     |

## Erelijst
Ipswich Town
- UEFA Cup

1981
- FA Cup

1978